# Holothuria parva
Holothuria parva is een zeekomkommer uit de familie Holothuriidae.
De wetenschappelijke naam van de soort werd in 1885 gepubliceerd door Krauss.